# Дрянова Глава
Дря́нова Глава́ (болг. Дрянова глава) — село в Кирджалійській області Болгарії. Входить до складу общини Кирково.

## Населення
За даними перепису населення 2011 року у селі проживали 58 осіб, з них 5 осіб (71,4%) — турки.
Розподіл населення за віком у 2011 році:
Динаміка населення: